# The Serpent's Venom (Stargate SG-1)
The Serpent’s Venom (El Veneno de la Serpiente) es el décimo cuarto episodio de la cuarta temporada de la serie de televisión de ciencia ficción Stargate SG-1, y el octogésimo capítulo de toda la serie. 

## Trama
Durante una reunión en Chulak, Teal'c es secuestrado por Rak'nor y Ma'kar, 2 Jaffa que en realidad eran aun leales a Heru'ur. Mientras en el SGC, Selmak/Jacob se haya de vacaciones cuando recibe un mensaje Tok'ra. Le informa al resto del SG-1 las últimas noticias: Apophis y Heru’ur (los 2 Goa'uld más poderosos de momento y enemigos mortales) están planeando forman una Alianza para dominar la Galaxia. Si se unen nadie podrá detenerlos. Selmak y el SG-1 deciden entonces sabotear la reunión para que se destruyan entre ellos, restableciendo así el equilibrio poder entre los Señores del Sistema, que es mucho más preferible que la supremacía de un solo Goa'uld.
Como la reunión se llevara a cabo cerca de un planeta rodeado por minas construidas por una antigua civilización humana llamada Tobin, el plan para hacerla fracasar será utilizar una de dichas bombas para atacar a Apophis como si fuera Heru’ur el agresor. Con la ayuda de Daniel, el manual para reprogramar la mina es traducido y parten en un Tel'tak al lugar de reunión.
Mientras tanto, Teal'c está siendo torturado duramente en Chulak por un Goa'uld llsmado Terok. Rak'nor y Terok intentan convencerlo de que los Goa'uld son dioses, diciéndole que lo están haciendo por su propio bien. Sin embargo Teal'c sigue firme, frustrando incluso a Terok por su insistencia.
Ya en el sistema Tobin, el SG-1 y Selmak transportan una de las bombas al interior del Tel'tak, cuidando que no toque nada. Logran abrir el panel de control de la mina, debajo de esta, y comienzan a reprogramarla. En esos momentos llega la Nave Nodriza de Apophis, obligándolos a camuflar al carguero Tok'ra. Luego se activan unas luces verdes en la bomba y Jack sé obligado a tomar el control de la nave mientras Selmak/Jacob ayuda a Carter y a Daniel. Según este, la mina estallara en cinco minutos si no introducen un cierto código.
Heru’ur y Apophis comienzan la reunión. Heru’ur acepta la alianza y como signo de confianza, ofrece como regalo a Apophis, y para horror del SG-1, al Shol'va Teal'c. Apophis acepta la oferta, sellando la alianza, y Heru'ur ordena a Terok enviar a Teal'c a Apophis. Cuando Terok va por Teal'c, decide matarlo sabiendo que Apophis después lo resucitará con un Sarcófago Goa'uld. Sin embargo, Rak'nor, que se ha conmovido por la determinación de Teal’c, no puede ver cómo matan así sin más a alguien que ha sufrido mucho, y ataca Terok con su propio dispositivo de tortura.
A última hora, Carter descubre el error de cálculo matemático en el código que están usando, y solucionan el problema. Con la mina ya reprogramada deciden intentar salvar a Teal'c interceptando los anillos de transporte Goa'uld entre las 2 naves.
Sin embargo, son descubiertos y obligados a huir. En este momento, el operario Tok'ra a bordo de la nave de Apophis activa la señal que atrae la mina a dicha nave, dañándola.
En tanto, los guardias de Apophis descubren que no fue Teal'c quien fue transportado a la nave, sino Terok, aún inconsciente. Convencido Apophis de que Heru’ur lo traicionó revela otras 10 naves Ha'tak camufladas allí, y destruye la Nave de Heru'ur. En ese instante las minas Tobin se activan, pero las otras naves de Apophis se sacrifican para dejar que este escape.
Mientras observan esto, el SG-1 detecta un planeador de la muerte que, al parecer, escapó de la nave de Heru’ur antes de que estallara. Asumen que puede ser el mismo Heru’ur, y la persiguen. Cuando lo alcanzan, le preguntan al piloto a qué dios adora. El piloto responde con una contraseña Tok'ra, y Jacob Carter revela su identidad al piloto que resulta ser Rak'nor, que tiene a Teal'c a bordo, vivo, aunque muy débil.
Aunque han rescatado a Teal'c, la misión fracasó, ya que Heru’ur murió, y Apophis aún está vivo y absorberá seguramente el resto de la flota de Heru'ur, convirtiéndose en el Goa'uld más poderoso de la Galaxia.

## Artistas invitados
- Carmen Argenziano como Jacob Carter/Selmak.
- Obi Ndefo como Rak'nor.
- Paul Koslo como Terok.
- Peter Williams como Apophis.
- Douglas H. Arthurs como Heru'ur.
- Art Kitching como Ma'kar.
- Daniel Bacon como Técnico.
- Wren Robertz como Guardia Rojo.
- Nicholas Harrison como Guardia Rojo#2.
- Kyle Hogg como Muchacho Jaffa.
- Chris Duggan como Jaffa de Heru'ur.